# Bahnstrecke Leipzig-Plagwitz–Leipzig-Lindenau
| |                          |                                                               |                                                               |
| |                          |                                                               |                                                               |
| Streckennummer: | 6433; sä. LX, später PLi |                                                               |                                                               |
| Kursbuchstrecke (DB): | —                        |                                                               |                                                               |
| Streckenlänge: | 4,590 km                 |                                                               |                                                               |
| Spurweite: | 1435 mm (Normalspur)     |                                                               |                                                               |
| Streckenklasse: | CE                       |                                                               |                                                               |
| Maximale Neigung: | 1,81 ‰                   |                                                               |                                                               |
| Minimaler Radius: | 200 m                    |                                                               |                                                               |
| |                          |                                                               |                                                               |
| \| \| \| von Leipzig-Connewitz \| \| \| \| −0,033 \| Leipzig-Plagwitz Industriebahnhof \| 118 m \| \| \| \| Verbindungsgleise nach Bf Leipzig-Plagwitz \| \| \| \| \| \| \| \| \| \| nach Großzschocher (alte Streckenführung) \| \| \| \| \| Leipzig-Plagwitz–Markkleeberg-Gaschwitz, Leipzig Hbf–Saalfeld \| \| \| \| \| Leipzig-Plagwitz–Pörsten \| \| \| \| \| Straßenbahn Mockau–Lausen \| \| \| \| \| Schönauer Weg \| \| \| \| \| \| \| \| \| \| Leipzig-Plagwitz–Leipzig Miltitzer Allee \| \| \| \| \| Verbindungsgleis nach Awanst Leipzig Brünner Straße \| \| \| \| \| Anst Kirow Leipzig \| \| \| \| \| Anst Baumwollspinnerei Leipzig \| \| \| \| \| Spinnereistraße \| \| \| \| \| Nebenanschlussstelle Baumwollspinnerei Leipzig \| \| \| \| \| Saarländer Straße \| \| \| \| \| Fa. Knopf und Mucke \| \| \| \| \| Komm. Wohnungsverwaltung Südwest \| \| \| \| \| VEB Baustoffwerke \| \| \| \| \| Lützner Straße, Straßenbahn Meusdorf–Miltitz \| \| \| \| \| Lindenauer Hafen, später VEAB Leipzig \| \| \| \| \| 2 × VEB Baustoffwerke \| \| \| \| \| Lindenauer Kiesbahn \| \| \| \| \| Abzweig Industriegleis PXVI \| \| \| \| \| Schomburgkstraße \| \| \| \| \| RÜMA Blechwarenfabrik \| \| \| \| \| Rangiergleis \| \| \| \| \| Rangiergleis \| \| \| \| \| Ladegleis, VEB Baustoffversorgung Leipzig \| \| \| \| 4,557 \| Lindenau Ldst früher Leutzsch-Lindenau \| 113 m \| |                          |                                                               |                                                               |
| Strecke (außer Betrieb) |                          | von Leipzig-Connewitz                                         | von Leipzig-Connewitz                                         |
| Dienststation / Betriebs- oder Güterbahnhof (Strecke außer Betrieb) | −0,033                   | Leipzig-Plagwitz Industriebahnhof                             | 118 m                                                         |
| Abzweig geradeaus und nach rechts (Strecke außer Betrieb) |                          | Verbindungsgleise nach Bf Leipzig-Plagwitz                    | Verbindungsgleise nach Bf Leipzig-Plagwitz                    |
| Strecke von links (außer Betrieb) · Abzweig geradeaus und nach rechts (Strecke außer Betrieb) |                          |                                                               |                                                               |
| Strecke nach links (außer Betrieb) · Kreuzung geradeaus oben (Strecken außer Betrieb) |                          | nach Großzschocher (alte Streckenführung)                     | nach Großzschocher (alte Streckenführung)                     |
| Kreuzung geradeaus oben (Strecke geradeaus außer Betrieb) |                          | Leipzig-Plagwitz–Markkleeberg-Gaschwitz, Leipzig Hbf–Saalfeld | Leipzig-Plagwitz–Markkleeberg-Gaschwitz, Leipzig Hbf–Saalfeld |
| Kreuzung geradeaus oben (Strecken außer Betrieb) |                          | Leipzig-Plagwitz–Pörsten                                      | Leipzig-Plagwitz–Pörsten                                      |
| Kreuzung mit U-Bahn geradeaus oben (Strecke geradeaus außer Betrieb) |                          | Straßenbahn Mockau–Lausen                                     | Straßenbahn Mockau–Lausen                                     |
| Bahnübergang (Strecke außer Betrieb) |                          | Schönauer Weg                                                 | Schönauer Weg                                                 |
| |                          |                                                               |                                                               |
| Kreuzung geradeaus unten · Abzweig quer und von links |                          | Leipzig-Plagwitz–Leipzig Miltitzer Allee                      | Leipzig-Plagwitz–Leipzig Miltitzer Allee                      |
| Abzweig geradeaus und nach links · Strecke nach rechts |                          | Verbindungsgleis nach Awanst Leipzig Brünner Straße           | Verbindungsgleis nach Awanst Leipzig Brünner Straße           |
| Abzweig ehemals geradeaus und nach links |                          | Anst Kirow Leipzig                                            | Anst Kirow Leipzig                                            |
| Abzweig geradeaus und nach rechts (Strecke außer Betrieb) |                          | Anst Baumwollspinnerei Leipzig                                | Anst Baumwollspinnerei Leipzig                                |
| Bahnübergang (Strecke außer Betrieb) |                          | Spinnereistraße                                               | Spinnereistraße                                               |
| Abzweig geradeaus und nach rechts (Strecke außer Betrieb) |                          | Nebenanschlussstelle Baumwollspinnerei Leipzig                | Nebenanschlussstelle Baumwollspinnerei Leipzig                |
| Bahnübergang (Strecke außer Betrieb) |                          | Saarländer Straße                                             | Saarländer Straße                                             |
| Abzweig geradeaus und von links (Strecke außer Betrieb) |                          | Fa. Knopf und Mucke                                           | Fa. Knopf und Mucke                                           |
| Abzweig geradeaus und von links (Strecke außer Betrieb) |                          | Komm. Wohnungsverwaltung Südwest                              | Komm. Wohnungsverwaltung Südwest                              |
| Abzweig geradeaus und nach links (Strecke außer Betrieb) |                          | VEB Baustoffwerke                                             | VEB Baustoffwerke                                             |
| Kreuzung mit U-Bahn geradeaus unten (Strecke geradeaus außer Betrieb) |                          | Lützner Straße, Straßenbahn Meusdorf–Miltitz                  | Lützner Straße, Straßenbahn Meusdorf–Miltitz                  |
| Abzweig geradeaus und nach links (Strecke außer Betrieb) |                          | Lindenauer Hafen, später VEAB Leipzig                         | Lindenauer Hafen, später VEAB Leipzig                         |
| Abzweig geradeaus und nach links (Strecke außer Betrieb) |                          | 2 × VEB Baustoffwerke                                         | 2 × VEB Baustoffwerke                                         |
| Kreuzung geradeaus unten (Strecken außer Betrieb) |                          | Lindenauer Kiesbahn                                           | Lindenauer Kiesbahn                                           |
| Abzweig geradeaus und von rechts (Strecke außer Betrieb) |                          | Abzweig Industriegleis PXVI                                   | Abzweig Industriegleis PXVI                                   |
| Bahnübergang (Strecke außer Betrieb) |                          | Schomburgkstraße                                              | Schomburgkstraße                                              |
| Abzweig geradeaus und nach links (Strecke außer Betrieb) |                          | RÜMA Blechwarenfabrik                                         | RÜMA Blechwarenfabrik                                         |
| Abzweig geradeaus und nach rechts (Strecke außer Betrieb) |                          | Rangiergleis                                                  | Rangiergleis                                                  |
| Abzweig geradeaus und nach rechts (Strecke außer Betrieb) |                          | Rangiergleis                                                  | Rangiergleis                                                  |
| Abzweig geradeaus und von rechts (Strecke außer Betrieb) |                          | Ladegleis, VEB Baustoffversorgung Leipzig                     | Ladegleis, VEB Baustoffversorgung Leipzig                     |
| Betriebs-/Güterbahnhof Streckenende (Strecke außer Betrieb) | 4,557                    | Lindenau Ldst früher Leutzsch-Lindenau                        | 113 m                                                         |

Die Bahnstrecke Leipzig-Plagwitz–Leipzig-Lindenau war eine nur dem Güterverkehr dienende Nebenbahn in Sachsen. Die Strecke ist seit 2004 stillgelegt und zum Teil abgebaut, nur ein kurzer Abschnitt wird noch als Anschlussbahn für die Techne Kirow GmbH genutzt.

## Geschichte
Die Strecke wurde offiziell am 1. April 1906 mit Inbetriebnahme der Ladestelle Leutzsch-Lindenau als Güterbahn PX eröffnet. Zuvor existierte sie bereits als Stammgleis PX und schloss unter anderem das Mörtelwerk der Leipziger Westend-Baugesellschaft und die Kiesgruben in Lindenau an den Bahnhof Plagwitz an.
Zum 1. Januar 1918 wurde die Strecke durch die Königlich Sächsischen Staatseisenbahnen zu einer eigenständigen Strecke Plagwitz-Lindenau Sächs. Stb–Leutzsch-Lindenau erhoben. Im sächsischen Streckenbezeichnungsschema führte sie fortan das Kürzel LX, später PLLL, ab 1. Juni 1922 PLi.

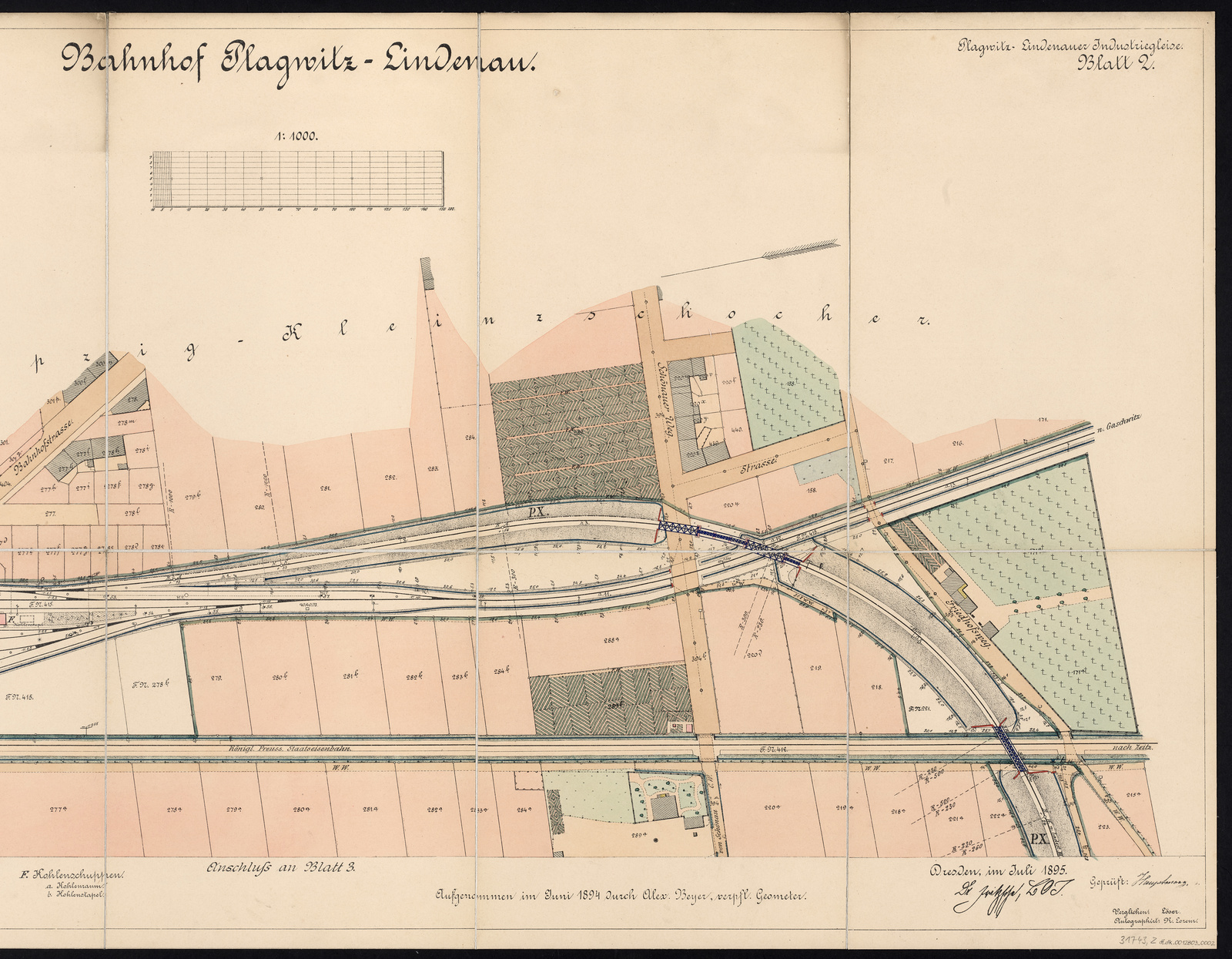
Industriegleis PX auf einem Plan von 1894

Ab 1938 entstand auf Flächen, die vorher durch die Leipziger Westend-Baugesellschaft für den Sand- und Kiesabbau genutzt wurden, der Leipziger Hafen im Zuge des projektierten Elster-Saale-Kanals. Gleichzeitig entstand ein Anschlussgleis zum geplanten Hafenbahnhof. Wegen des Zweiten Weltkrieges wurden die Anlagen bis 1943 nur teilweise fertiggestellt, der dazugehörige Hafenbahnhof kam nicht mehr zur Ausführung.
Bis Anfang der 1990er Jahre war der größte Teil der Strecke in Betrieb. Die Stilllegung der meisten Betriebe infolge der politischen Wende in der DDR ließ das Ladungsaufkommen auf der Strecke stark zurückgehen. Als letzter Anschließer, der jedoch auf den Eisenbahntransport angewiesen war, verblieb Kirow Leipzig. Mit dem Abbau der Anlagen des Industriebahnhofes Plagwitz, des ehemals sächsischen Bahnhofsteiles, hätte die Strecke ihre Verbindung zum Eisenbahnnetz verloren. Als sinnvollste Lösung erwies sich die Einrichtung einer Ausweichanschlussstelle im Streckengleis Plagwitz–Miltitzer Allee. Nach Fertigstellung der Ausweichanschlussstelle Brünner Straße wurde die Strecke bis auf ein kurzes, als Ausziehgleis genutztes Stück unter der Brücke Antonienstraße stillgelegt. Bis 2006 wurde sie einschließlich der Stahlbrückenüberbauten über die Diezmannstraße und den Bahnhof Plagwitz abgebaut.
Vor dem Umbau der Luisenbrücke (Lützner Straße) wurden der liegengebliebene Oberbau im Baubereich ebenfalls entfernt. Gleisreste sind an mehreren Stellen erhalten. Nach der Wiedereröffnung wurde mit der Verlängerung des Karl-Heine-Kanals begonnen und ein weiterer Teil der Trasse beseitigt. Nach einem konzeptionellen Stadtteilplan Leipziger Westen der Stadt Leipzig war es vorgesehen, die folgenden ca. 800 m parallel zum Hafenbecken auf 800 mm Spurweite umzubauen und die Museumsfeldbahn Leipzig-Lindenau so bis zur Luisenbrücke zu verlängern. Als Bauvorleistung wurde im Sommer 2014 in die neue Erschließungsstraße „Hafentor“ zum neuen Wohngebiet am Hafen ein schmalspuriger Überweg eingebaut.

## Streckenbeschreibung

### Verlauf
Die Strecke, die sich an die ehemalige Strecke von Connewitz anschloss, begann am Bahnhof Leipzig-Plagwitz Industriebahnhof (vormals: Plagwitz-Lindenau Sächs. Stb) und erschloss das Industriegebiet Lindenau im Westen Leipzigs. Sie führte zunächst nach Süden, um dann in einem 180°-Bogen mit einem Bogenradius von etwa 200 Metern nach Norden einzuschwenken. Dabei überquerte sie auf Höhe der Schwartzestraße den Bahnhof Leipzig-Plagwitz mittels mehrerer Fachwerkbogen- und Vollwandträgerbrücken. In ihrem weiteren Verlauf nach Norden unterquerte sie die Bahnstrecke nach Grünau und lief dann parallel zum Karl-Heine-Kanal bis zur Lützner Straße. Danach schwenkte sie nach Nordwesten und führt dabei nah am Lindenauer Hafen vorbei. Nach einem Bogen Richtung Norden erreichte sie ihren nominalen Endpunkt, die Ladestelle Lindenau an der heutigen Merseburger Straße.

## Anschlussbahnen
Aktueller Anschluss
- Techne Kirow GmbH, Maschinenbauunternehmen in Leipzig, Weltmarktführer für Eisenbahnkrane

Der verbliebene Rest des Stammgleises PX wird im Bereich der Kirow-Anschlussbahn als Wagenübergabestelle (WÜST) für Zu- und Abgänge von Schienenfahrzeugen genutzt. Pro Jahr erfolgen im Durchschnitt 100 Bedienungsfahrten.
Historische Anschlüsse
- Leipziger Baumwollspinnerei, größte Baumwollspinnerei Kontinentaleuropas
- RÜMA (VEB Blechverpackungswerk Rückmarsdorf bei Leipzig), Hersteller von Blechverpackungen, früher auch von Blechspielzeug
- VEB Baustoffversorgung Leipzig, später Zuber-, danach Kann-Beton
- VEAB (Volkseigener Erfassungs- und Aufkaufbetrieb) Leipzig, später Leipziger Kraftfuttermittel GmbH (Leikra)
- VEB Baustoffwerke Leipzig, Lindenauer Kiesgruben, später Günter Papenburg

Historische Anschlüsse via Industriegleise PXVI–PXX
- Rhenania-Ossag, später VEB Minol, Versorgung mit Kraft- und Schmierstoffen
- VEB Zylindergießerei Leipzig, vormals Mitteldeutsche Zylindergießerei Mayer & Steudel
- VEB Bau-Union Leipzig, 1951 als Zusammenführung von 13 Einzelbetrieben gebildet
- VEB Deutsche Spedition, später im VE Kombinat Deutrans aufgegangen
- VEB Montan, vormals Fa. Mosenthin, später dem Kombinat TAKRAF zugeordnet
- VEB Spezialbau Leipzig, Bau von Schornsteinen, Kühltürmen usw.

## Bilder

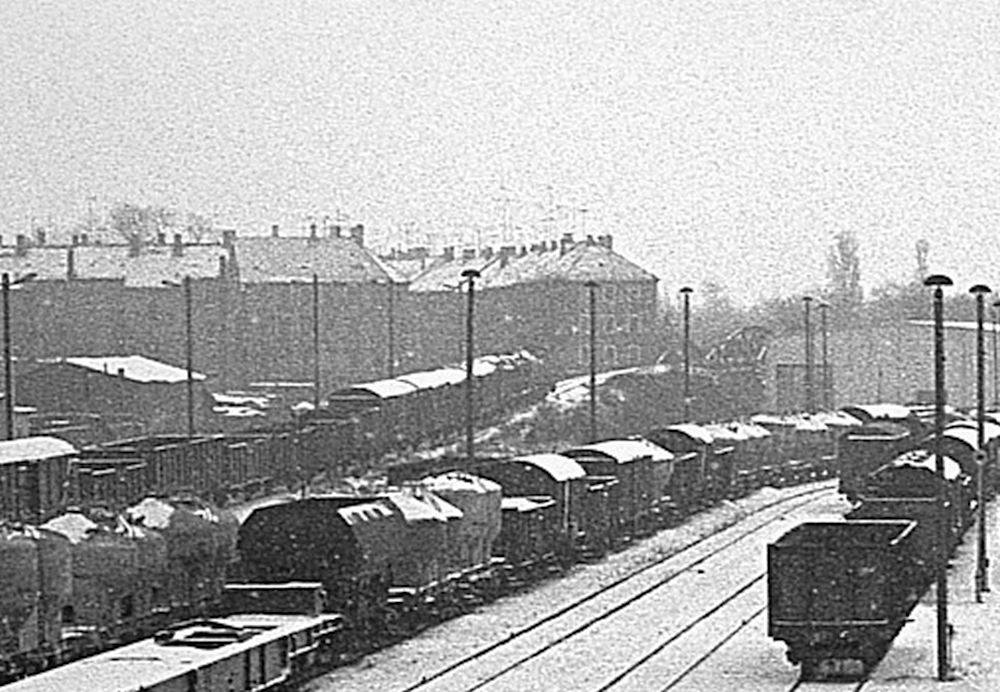
Stammgleis PX mit Zug (links im Bild)
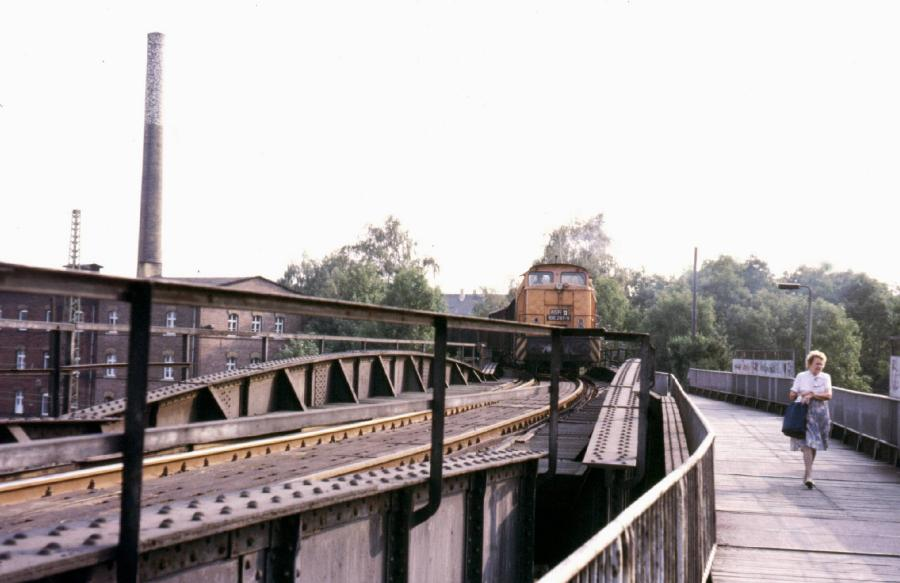
Eine V60 der DR auf der Brücke über den Bahnhof Leipzig-Plagwitz
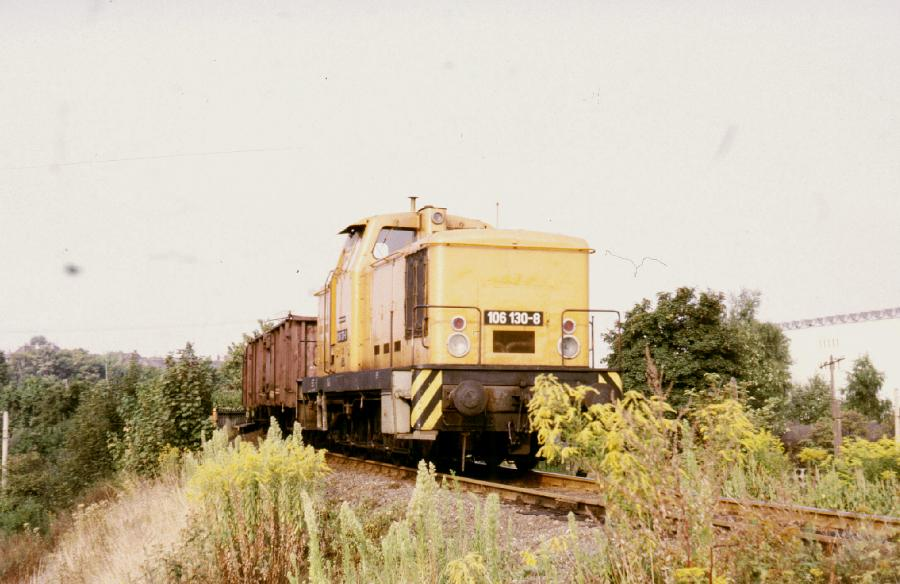
106 130 auf den Gleisen der Industriebahn PX aus Richtung Hafen in Richtung Bahnhof Plagwitz
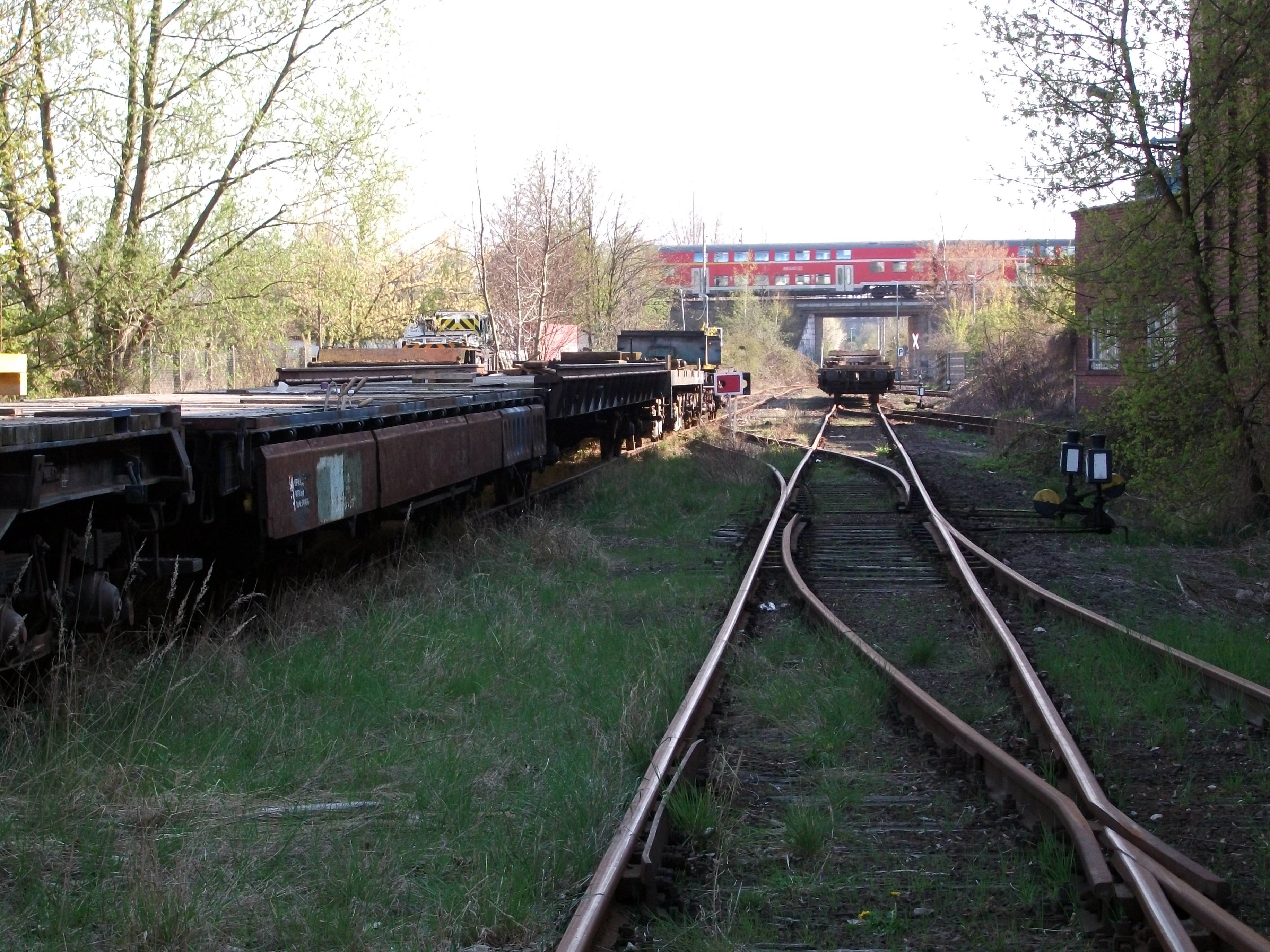
Das Stammgleis Richtung Plagwitz. Über die Brücke im Hintergrund führt die S-Bahn-Strecke 6052 Plagwitz–Miltitzer Allee.
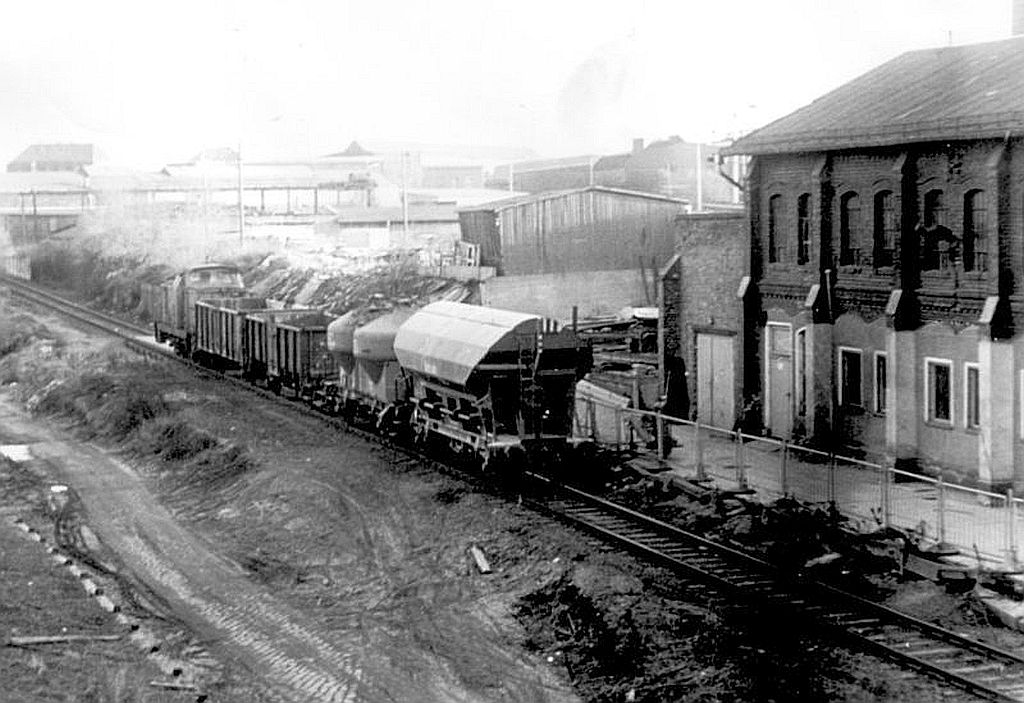
Ein Güterzug Richtung Bahnhof Plagwitz von der Luisenbrücke aus gesehen
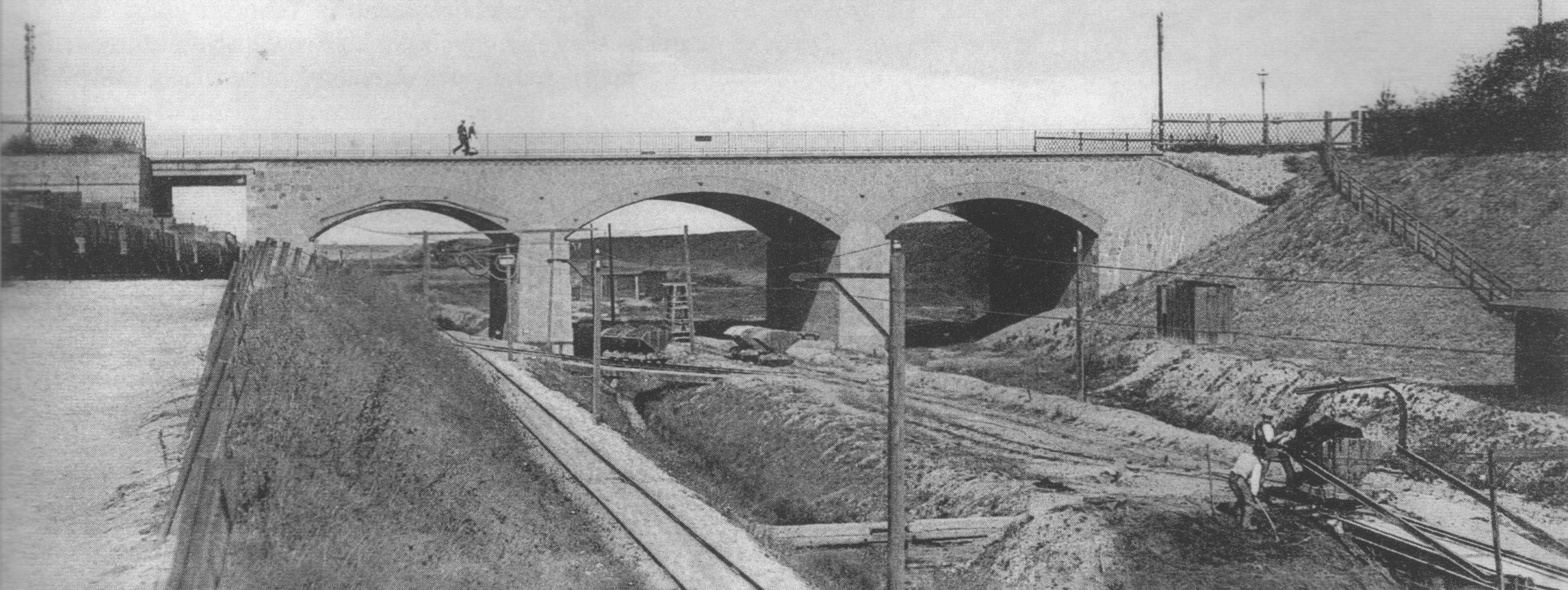
Die Luisenbrücke in Leipzig um 1900. Darunter die elektrifizierte Kiesbahn von Leipzig-Lindenau zum Mörtelwerk. Ganz links im Bild die Industriebahn PX
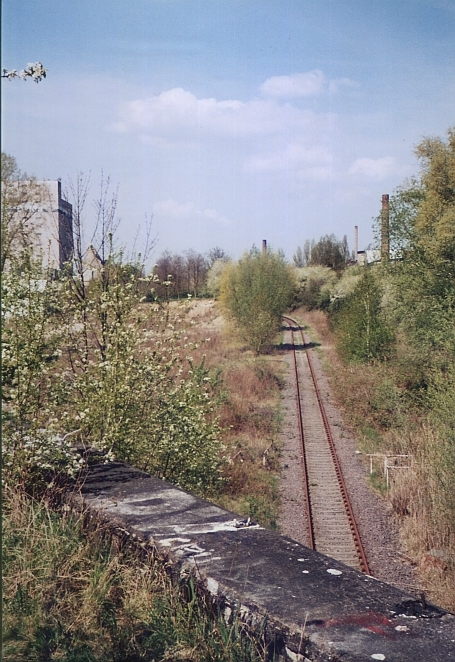
Verlauf der Strecke am Hafen in Richtung Nordwesten, im Vordergrund das Kreuzungsbauwerk der Lindenauer Kiesbahn. In der Bildmitte kreuzt mittlerweile die neugebaute Straße „Hafentor“ die Strecke
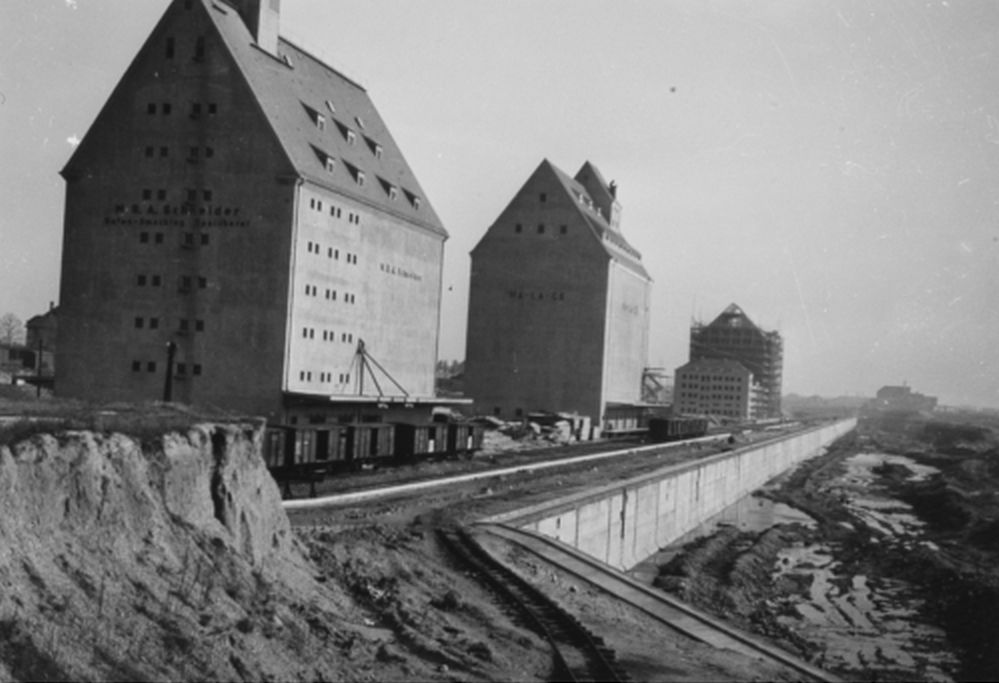
Lindenauer Hafen mit Hafenbahnanlage 1938
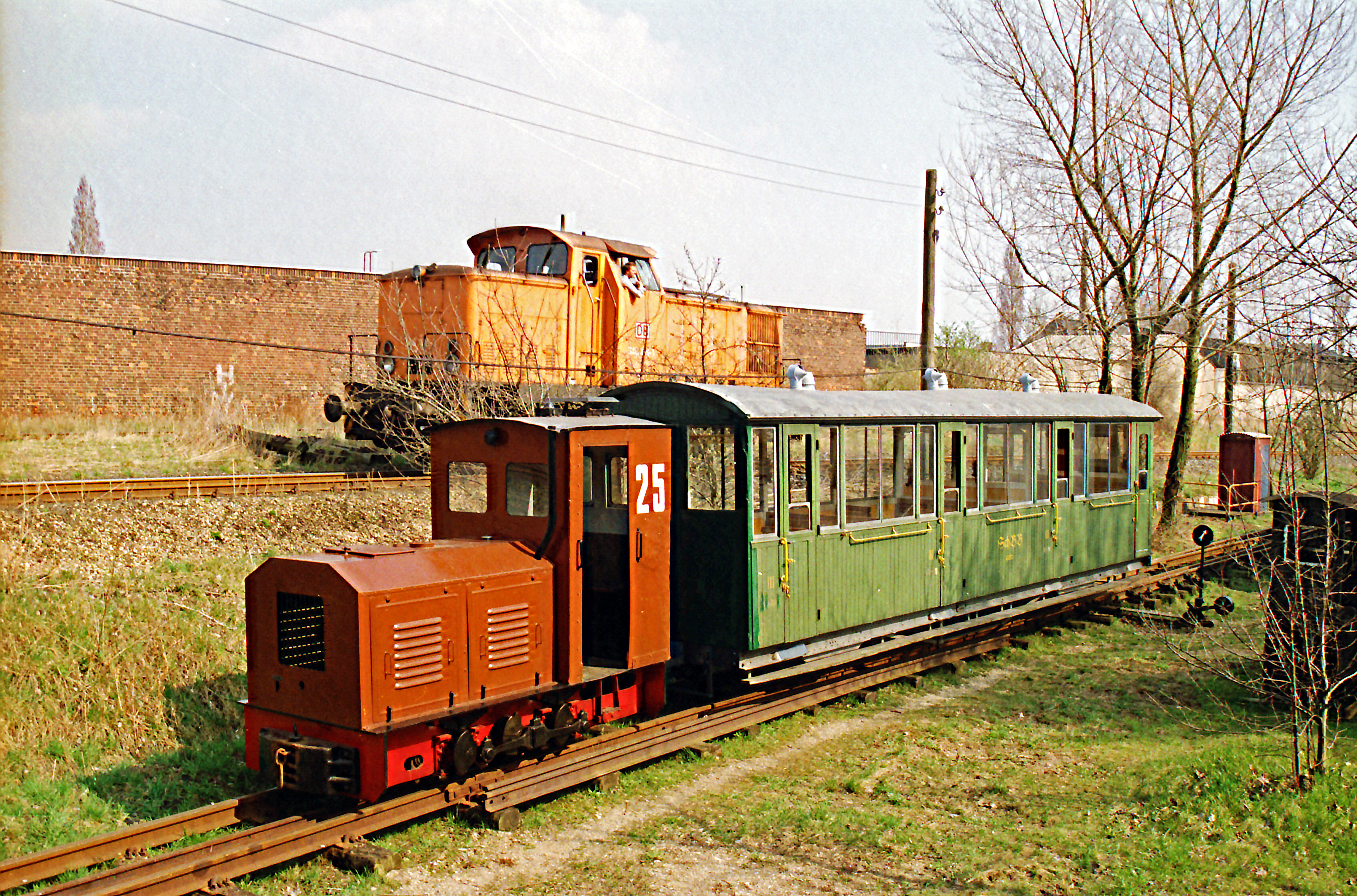
Eine V60 (DB-Baureihe 346) auf Höhe des Bahnhofs der Museumsfeldbahn Leipzig-Lindenau.
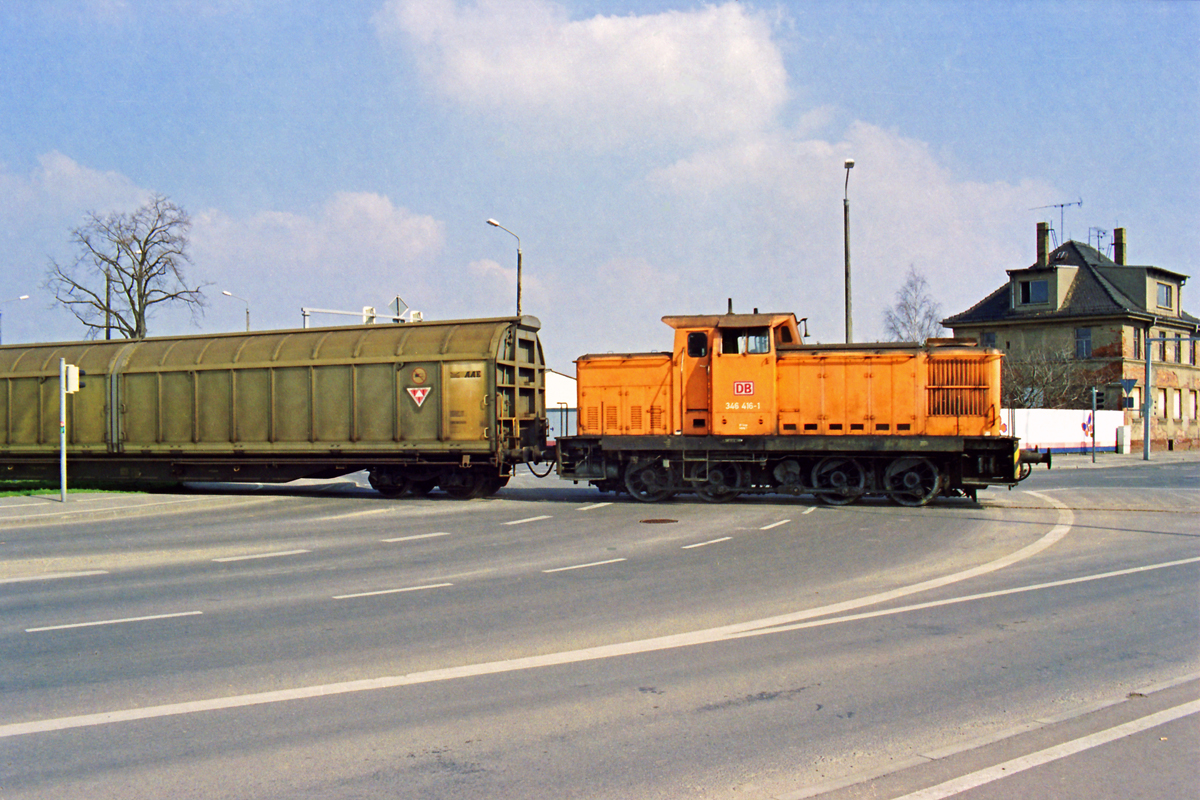
346 416 auf dem Bahnübergang Plautstraße unterwegs Richtung Leipzig-Plagwitz Industriebahnhof (1994)